# Blarinomys breviceps
Blarinomys breviceps (Winge, 1887) è un roditore della famiglia dei Cricetidi, unica specie del genere Blarinomys (Thomas, 1896), diffuso nell'America meridionale.

## Descrizione

### Dimensioni
Roditore di piccole dimensioni, con la lunghezza della testa e del corpo tra 99 e 116 mm, la lunghezza della coda tra 30 e 52 mm, la lunghezza del piede tra 16 e 21 mm, la lunghezza delle orecchie tra 8 e 10 mm e un peso fino a 39 g.

### Caratteristiche craniche e dentarie
Il cranio presenta un rostro accorciato e una parte posteriore allargata fino all'altezza delle arcate zigomatiche. I molari sono ipsodonti, ovvero con una corona alta.
Sono caratterizzati dalla seguente formula dentaria:

### Aspetto
Il corpo è cilindrico con una testa corta e conica, adattamento ad una vita parzialmente fossoria. La pelliccia è corta, ruvida e vellutata. Il colore generale del corpo è grigio scuro con le punte dei peli brunastre, una vistosa iridescenza rossastra è visibile sulla schiena particolarmente quando questa è umida. Gli occhi sono molto piccoli. Le orecchie sono relativamente corte, finemente ricoperte di piccoli peli. Le zampe sono marroni, gli artigli delle dita delle mani sono lunghi, i piedi sono relativamente larghi e provvisti di sei cuscinetti carnosi sulla pianta. La coda è corta circa la metà della lunghezza della testa e del corpo, è finemente ricoperta di peli e uniformemente marrone. Sono stati osservati due differenti cariotipi, 2n=45 FN=51 e 2n=28 FN=48, che insieme ad altre differenze morfologiche riscontrate fanno supporre a più forme criptiche.

## Biologia

### Comportamento
È una specie parzialmente fossoria.

### Alimentazione
Si nutre di insetti ed altri invertebrati catturati sotto il terreno.

### Riproduzione
Si riproduce da settembre a gennaio. Maschi sessualmente attivi sono stati osservati a gennaio e febbraio, mentre femmine gravide sono state catturate a settembre, gennaio e febbraio. Danno alla luce 1-2 piccoli alla volta.

## Distribuzione e habitat
Questa specie è diffusa nella regione delle foreste atlantiche del Brasile sud-orientale, negli stati di Bahia, Espírito Santo, Minas Gerais, Rio de Janeiro e San Paolo e nella provincia argentina nord-orientale di Misiones.
Vive nelle foreste umide tropicali e subtropicali primarie e secondarie fino a 1.600 metri di altitudine.

## Conservazione
La IUCN Red List,  considerato il vasto areale, la popolazione presumibilmente numerosa e nonostante il suo habitat sia frammentato, classifica B.breviceps come specie a rischio minimo (Least Concern).